# Taroni (azienda)
La Taroni S.p.A. è una storica azienda tessile fondata nel 1921 da Pietro Amedeo Taroni. L'azienda ha origini dalla Mazzucchelli e Co. fondata nel 1880 sulle rive del lago di Como. Oggi è gestita dalla famiglia Canepa che continua la tradizione di Taroni creando tessuti, principalmente in seta, destinati ad un mercato di lusso.

## Le origini
Pietro Amedeo Taroni, nato nel 1876, frequentò a partire dal 1894 il Regio Istituto Tecnico Industriale di setificio a Como. Le sue capacità da perito serico gli permisero di farsi notare sin da subito agli occhi di Ernesto Bossi ed Edoardo Rapuzzi, che gli chiesero di entrare a far parte della Mazzucchelli e Co., industria serica comasca fondata nel 1880. Il primo mutamento societario si ebbe nel 1913 con la ridenominazione in Parravicini e C. Sotto la guida di Amedeo si gettarono le basi della vasta produzione di Taroni, soprattutto ponendo particolare fantasia nell'utilizzo dei colori per i tessuti tinti in filo e nella creazione di armature tessili sempre nuove.

## Industria serica Taroni
Nel 1921 la Parravicini e C., insieme ad altre aziende fondate da Amedeo Taroni, vennero fuse nell'Industria Serica Taroni S.p.A. Con l'inizio della prima guerra mondiale arrivarono diversi cambiamenti, alcuni radicali, anche nel mondo dell'abbigliamento femminile nel quale vennero eliminati i busti, gli ingombranti strati di biancheria ricamata e le gonne che sfioravano il terreno; le donne festeggiarono il ritorno alla pace indossando le divise da crocerossine o da ausiliare con cui avevano dato il loro patriottico contributo al conflitto, o abiti diritti e tailleur mascolini che per la prima volta nella storia arrivavano al polpaccio. Iniziarono qui le sperimentazioni degli anni trenta: Taroni in questo periodo avviò una collaborazione con le seterie di Lione e creò tessuti per molte delle figure nel campo della haute couture francese di quel periodo, creando una partnership lunga e redditizia.
Nel 1935, con la morte di Amedeo, la società passò sotto la guida di Agrippino Porlezza, marito della nipote del Taroni che non aveva figli. L'entrata in guerra non fermò l'attività della Taroni che, oltre agli ordini di seta per paracadute, continuò a tessere stoffe per abbigliamento femminile con cui erano rifornite le più rinomate sartorie. Con il finire della seconda guerra mondiale, Taroni si impegnò a rifornire i creatori dell'alta moda italiana e, con la rinascita della moda parigina, consolidò i legami con i grandi couturier francesi.
Nel 1963 l'azienda passò a Giampaolo Porlezza, figlio di Agrippino, che si dedicò da un lato a studiare e innovare le creazioni di Amedeo conservate negli archivi dell'azienda, dall'altro a introdurre nelle collezioni numerosi tessuti stampati assai più adatti alle richieste della moda di quell'epoca. Nel 1967 l'azienda assunse il nome attuale di Taroni S.p.A.

## Nuovo millennio
Nel 1999 Taroni cambiò proprietà: Porlezza, ormai stanco, decise di cedere la società a Michele Canepa. La lunga esperienza di Michele Canepa deriva dall'aver iniziato a lavorare nell'azienda tessile del padre, dove ha avuto il privilegio di imparare la complessità tecnica dei tessuti, continuando una tradizione di famiglia di oltre due secoli. Ha apportato numerose innovazioni tecnologiche all'azienda avendo però anche la sensibilità di mantenere macchinari storici che affiancano quelli più moderni. Diversi anni dopo si è aggiunto a lui suo figlio Maximilian.